# 朴子市
23°26′02″N 120°15′02″E / 23.433899°N 120.250671°E
朴子市，舊稱「樸仔樹腳」，後稱「樸仔腳」，得名自朴子配天宮，前身「朴子鎮」，位於臺灣嘉義縣西部，嘉義縣海線地區的中心城鎮，是一個因媽祖而興起的聚落，由於地理位置關係而與北港鎮往來密切。

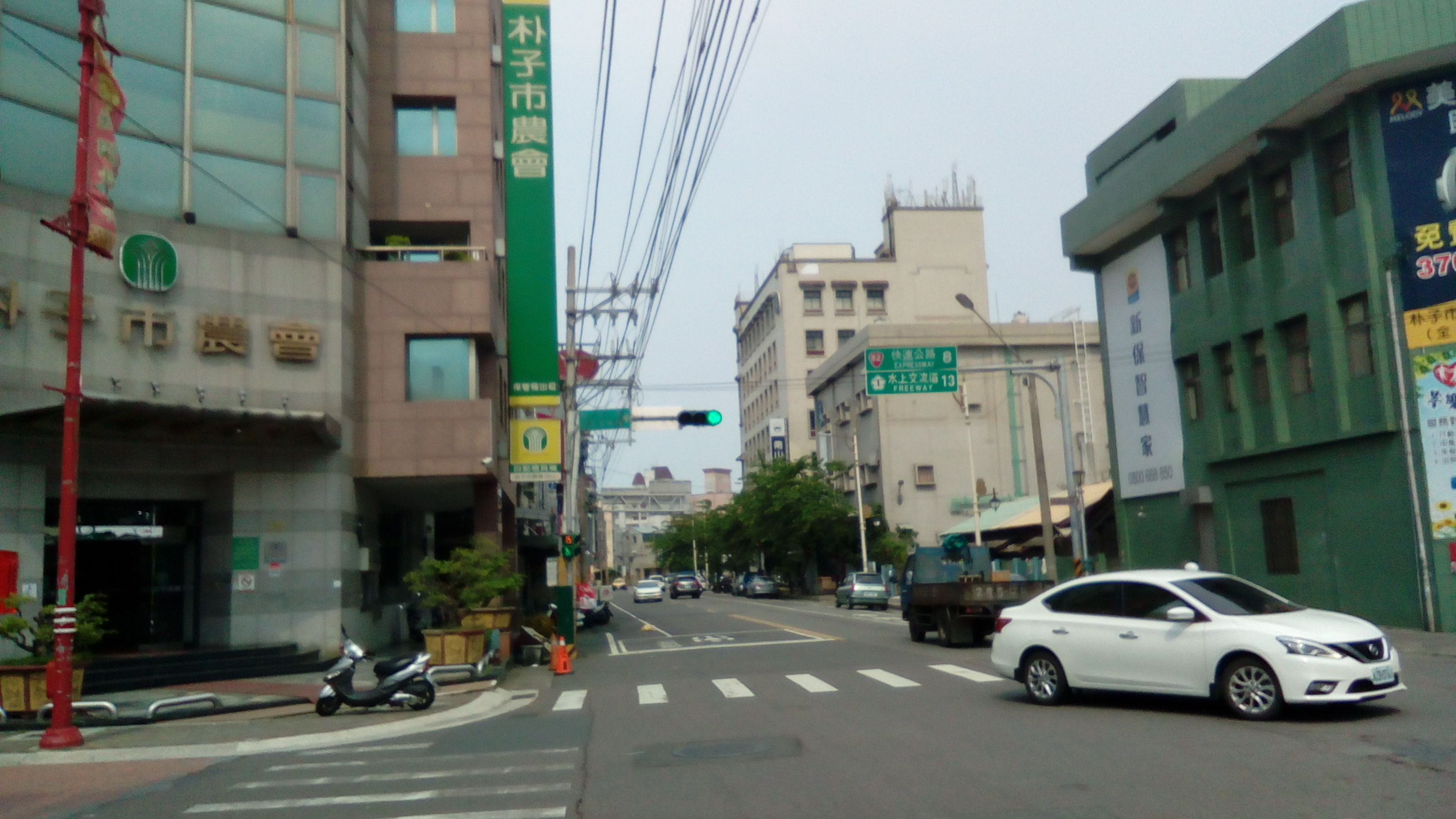
朴子市中心

1945年將朴子街改制臺南縣東石區朴子鎮，1950年改隸嘉義縣，1992年因嘉義縣議會遷設於該地，成為嘉義縣治的一部份，改制為縣轄市。在高鐵嘉義站、嘉義BRT開通後，往嘉義市通勤比例逐漸成長，交流愈趨頻繁。

## 歷史
舊名猴樹，荷治時期《熱蘭遮城日誌》中即出現「Causieu」，即猴樹（kâu-tshīu）之閩南語音。清領時代1747年（乾隆12年）《重修台灣府志》記載為「猴樹港街」，清乾隆29年《續修台灣府志》則記載：「朴仔腳街，舊為猴樹港街，今更名。」清朝年間，樸仔腳地區僅有數間農舍及數株樸仔樹。樸仔樹蒼翠成蔭，樹下逐漸成為旅途者或居民所休息乘涼好地方。1682年（康熙21年），林馬從湄洲祖廟迎請媽祖，欲至居住地布袋嘴半月庄供祀，經牛稠溪朴子溪南岸樸仔樹下休息。當地民眾聞訊聚集參拜，並奉神意指示要停住此地，故在此樹下立廟稱為樸樹宮。清乾隆54年（1789年），樸樹宮奉令改為「配天宮」。當地便以媽祖廟為中心，逐漸發展成市鎮，當地因於樸仔樹下建廟，奉祀媽祖而發跡，於是取名「樸仔腳」。指樸仔樹下的意思，「腳」是台語「下」的意思。而樸樹也因而成為朴子市的市樹。
清治時期各街庄分屬：
- 大槺榔西堡內之樸仔腳街、下竹圍、雙溪口、大槺榔庄、小槺榔庄；
- 大坵田西堡內之應菜埔庄、崁前庄、崁後、龜仔港、鴨母藔庄、吳竹仔腳庄、新庄；
- 白鬚公潭堡內之牛挑灣庄、南勢竹庄。

1901年11月23日樸仔腳抗暴事件，黃茂松率眾進攻樸仔腳街官署。1911年蒜頭糖廠運蔗鐵道朴子線通車。1911年設立樸仔腳區，隸屬嘉義廳樸仔腳支廳，管轄大槺榔西堡內之樸仔腳街、下竹圍、雙溪口、大槺榔庄、小槺榔庄、下雙溪庄、溪墘厝庄；大坵田西堡內之𧃽菜埔庄、崁前庄、崁後、龜仔港、鴨母藔庄、吳竹仔腳庄、新、馬稠後庄。(牛挑灣庄、南勢竹庄屬南勢竹區)

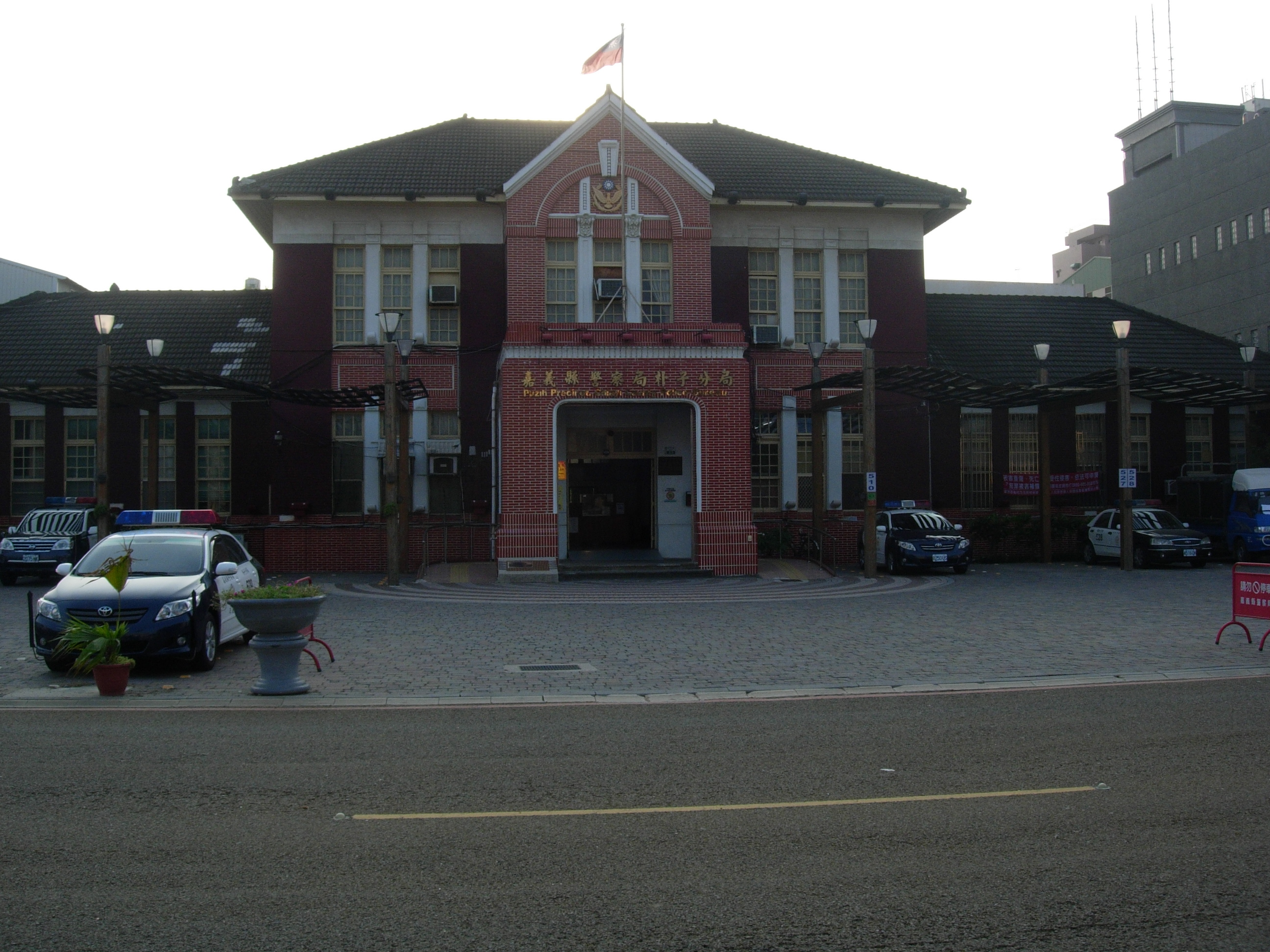
嘉義縣警察局朴子分局

1920年（大正9年），臺灣總督府實施州廳－郡市—街庄三級地方區劃，改樸仔腳為朴子，樸仔腳區下雙溪、溪墘厝改隸六腳庄，馬稠後改隸鹿草庄，其餘改制朴子街隸屬臺南州東石郡，並為東石郡役所駐地（今朴子警分局廳舍）。(牛挑灣、南勢竹屬義竹庄)1932年六腳庄下雙溪居民因朴子溪洪水氾濫集體遷村，在樸仔腳與雙溪口間重建家園，建成新吉庄（新結庄仔）與下寮仔。1934年興建朴子水塔，塔高35公尺，至今仍為朴子最顯著的地標。1936年（昭和11年）9月10日東石神社鎮座。（今朴子藝術公園）
戰後1945年10月，中華民國政府接管臺灣，將日治時期的五州三廳改為八縣九省轄市二縣轄市:114。12月11日，朴子街改為朴子鎮，屬臺南縣東石區。1950年10月，將嘉義市與嘉義、東石兩區合併設立嘉義縣，並裁撤區署:114，朴子鎮改隸嘉義縣。1962年，朴子鎮將原屬義竹鄉的梅華村、松華村和南竹村等3個村納入鎮域。1982年7月1日，嘉義市改制為省轄市，嘉義新縣治所在地選擇跨越太保、朴子兩地的台糖東勢寮農場地，其中縣議會位於朴子鎮內:114。1992年6月9日，嘉義縣議會臨時會議提案〈擬將本縣朴子鎮改制為縣轄市〉議決通過，報奉臺灣省政府。8月24日，臺灣省政府核定提案。9月10日，朴子鎮改制為縣轄市「朴子市」:115。

## 地理

### 地形
朴子市位於嘉義縣西部，距離台灣海峽12公里，東接太保市、鹿草鄉，西連東石鄉和布袋鎮，南毗義竹鄉，北隔朴子溪與六腳鄉相望。地處嘉南平原西北端，海拔高度平均約為5公尺，整體地勢低而平緩，地層上皆由沖積層所構成，土壤則以砂質壤土及粘土為主:17。

### 氣候
朴子市氣候為熱帶季風氣候，年平均溫度皆在攝氏20度以上。根據1985年至1994年臺南農業改良場朴子分場農業氣象站的資料顯示，朴子市的年均溫約在攝氏23.6度至26.9度間，最熱月份為7月的攝氏30.7度，最冷為1月的攝氏18.0度。年平均降雨量則介於1,100毫米至1,900毫米之間，雨季集中於4月至9月:17－19。
| 朴子(平均數據2016–2023 極端數據2016至今)                                                                 | 朴子(平均數據2016–2023 極端數據2016至今) | 朴子(平均數據2016–2023 極端數據2016至今) | 朴子(平均數據2016–2023 極端數據2016至今) | 朴子(平均數據2016–2023 極端數據2016至今) | 朴子(平均數據2016–2023 極端數據2016至今) | 朴子(平均數據2016–2023 極端數據2016至今) | 朴子(平均數據2016–2023 極端數據2016至今) | 朴子(平均數據2016–2023 極端數據2016至今) | 朴子(平均數據2016–2023 極端數據2016至今) | 朴子(平均數據2016–2023 極端數據2016至今) | 朴子(平均數據2016–2023 極端數據2016至今) | 朴子(平均數據2016–2023 極端數據2016至今) | 朴子(平均數據2016–2023 極端數據2016至今) |
| 月份 | 1月                                      | 2月                                      | 3月                                      | 4月                                      | 5月                                      | 6月                                      | 7月                                      | 8月                                      | 9月                                      | 10月                                     | 11月                                     | 12月                                     | 全年                                     |
| --- | ---------------------------------------- | ---------------------------------------- | ---------------------------------------- | ---------------------------------------- | ---------------------------------------- | ---------------------------------------- | ---------------------------------------- | ---------------------------------------- | ---------------------------------------- | ---------------------------------------- | ---------------------------------------- | ---------------------------------------- | ---------------------------------------- |
| 历史最高温 °C（°F）                                                                                      | 29.2 (84.6)                              | 31.4 (88.5)                              | 31.1 (88.0)                              | 32.1 (89.8)                              | 34.5 (94.1)                              | 35.3 (95.5)                              | 35.2 (95.4)                              | 34.9 (94.8)                              | 34.9 (94.8)                              | 34.2 (93.6)                              | 32.4 (90.3)                              | 29.8 (85.6)                              | 35.3 (95.5)                              |
| 平均高温 °C（°F）                                                                                        | 21.7 (71.1)                              | 22.2 (72.0)                              | 25.2 (77.4)                              | 27.9 (82.2)                              | 30.4 (86.7)                              | 32.1 (89.8)                              | 32.5 (90.5)                              | 32.0 (89.6)                              | 32.0 (89.6)                              | 30.0 (86.0)                              | 27.3 (81.1)                              | 23.1 (73.6)                              | 28.0 (82.5)                              |
| 日均气温 °C（°F）                                                                                        | 17.1 (62.8)                              | 17.5 (63.5)                              | 20.4 (68.7)                              | 23.5 (74.3)                              | 26.5 (79.7)                              | 28.3 (82.9)                              | 28.9 (84.0)                              | 28.4 (83.1)                              | 28.0 (82.4)                              | 25.6 (78.1)                              | 22.7 (72.9)                              | 18.8 (65.8)                              | 23.8 (74.9)                              |
| 平均低温 °C（°F）                                                                                        | 14.3 (57.7)                              | 14.4 (57.9)                              | 16.9 (62.4)                              | 20.2 (68.4)                              | 23.5 (74.3)                              | 25.3 (77.5)                              | 25.9 (78.6)                              | 25.7 (78.3)                              | 25.2 (77.4)                              | 22.7 (72.9)                              | 19.7 (67.5)                              | 15.9 (60.6)                              | 20.8 (69.5)                              |
| 历史最低温 °C（°F）                                                                                      | 4.9 (40.8)                               | 7.3 (45.1)                               | 9.4 (48.9)                               | 12.7 (54.9)                              | 15.8 (60.4)                              | 22.9 (73.2)                              | 21.8 (71.2)                              | 22.7 (72.9)                              | 21.2 (70.2)                              | 15.3 (59.5)                              | 12.0 (53.6)                              | 8.6 (47.5)                               | 4.9 (40.8)                               |
| 平均降水量 mm（）                                                                                        | 30.4 (1.20)                              | 21.8 (0.86)                              | 49.3 (1.94)                              | 82.2 (3.24)                              | 155.4 (6.12)                             | 253.3 (9.97)                             | 210.2 (8.28)                             | 326.9 (12.87)                            | 115.3 (4.54)                             | 17.2 (0.68)                              | 11.8 (0.46)                              | 29.4 (1.16)                              | 1,303.1 (51.30)                          |
| 平均降水天数                                                                                             | 4.4                                      | 3.7                                      | 6.1                                      | 6.3                                      | 8.9                                      | 12.8                                     | 11.9                                     | 15.1                                     | 5.6                                      | 3.0                                      | 2.6                                      | 3.4                                      | 83.8                                     |
| 平均相對濕度（％）                                                                                       | 80.4                                     | 79.7                                     | 79.2                                     | 79.6                                     | 82.7                                     | 83.4                                     | 81.7                                     | 84.3                                     | 80.1                                     | 78.4                                     | 80.3                                     | 78.3                                     | 80.7                                     |
| 来源1：Central Weather Administration                                                                    |                                          |                                          |                                          |                                          |                                          |                                          |                                          |                                          |                                          |                                          |                                          |                                          |                                          |
| 来源2：Atmospheric Science Research and Application Databank (precipitation days and humidity 2015–2024) |                                          |                                          |                                          |                                          |                                          |                                          |                                          |                                          |                                          |                                          |                                          |                                          |                                          |

### 人口
戰後初期，1946年朴子市的人口計有30,989人，至1970年代之前由於自然增加的因素，人口持續正成長。1971年時，朴子市人口達到50,430人，是戰後以來的最高值。其後隨著都市化的因素，人口開始外流。1992年底時朴子市尚有45,018人，至2016年時已下滑至42,585人。根據嘉義縣朴子戶政事務所及嘉義縣政府民政處統計，2024年底朴子市戶數約1.7萬戶，人口約4萬人，是嘉義縣海線地區的最大城市。
與嘉義縣其他地區相同，朴子市面臨嚴重人口老化與少子化的問題。朴子市的人口金字塔由戰後初期的等腰三角形，至1970年時已呈現燈籠形。在2010年時，進入高齡社會，到了2022年2月老年人口達到20%，進入超高齡社會。2024年底時，朴子市人口的年齡構成中，有11.54%的人口年齡在0至14歲，67.22%是15至64歲人口，65歲以上人口則有21.25%，老化指數約為184.11%，是臺灣老年人口比例最高、老化指數最高的縣轄市。朴子市的性別比例，戰後初期主要為女多於男，在1969年之後則是男多於女，至2024年底時性別比約為100.25%，為嘉義縣最低。
朴子市的人口分布上，早期人口主要集中在市街，之後則是逐漸往東、西與南方等地移動，市街南邊的竹圍里在1950年至2010年間，人口成長超過8倍，是人口遷入的重心所在。朴子市的朴子、下竹圍、𧃽菜埔、大槺榔及部分的祥和新村等5個聚落是人口集中區，此5個聚落的總人口數，佔全市人口數的一半左右。除市街地區外，其他各里由於面積相對較大，人口密度相對偏低。2024年底時，朴子市內人口最多與最少的里分別是竹圍里與順安里，兩里人口分別為5,088人與241人；人口密度最高與最低的里分別是平和里與順安里，兩里人口密度分別為每平方公里11,501人與158人。

## 政治

### 歷任市長
| 屆次 | 姓名   | 黨籍       | 任職期間                       | 備註         |
| ---- | ------ | ---------- | ------------------------------ | ------------ |
| 1    | 王朝榮 | 無黨籍     | 1992年9月10日－1994年2月8日    | 末任鎮長改聘 |
| 2    | 吳國禎 | 無黨籍     | 1994年3月1日－1998年2月28日    |              |
| 3    | 黃純真 | 無黨籍     | 1998年3月1日－2002年2月28日    |              |
| 4    | 黃純真 | 無黨籍     | 2002年3月1日－2006年2月28日    |              |
| 5    | 黃麗貞 | 民主進步黨 | 2006年3月1日－2010年2月28日    |              |
| 6    | 王如經 | 民主進步黨 | 2010年3月1日－2014年12月25日   |              |
| 7    | 王如經 | 民主進步黨 | 2014年12月25日－2018年12月25日 |              |
| 8    | 吳品叡 | 無黨籍     | 2018年12月25日－2022年12月25日 |              |
| 9    | 吳品叡 | 無黨籍     | 2022年12月25日－現任           |              |

### 市政組織

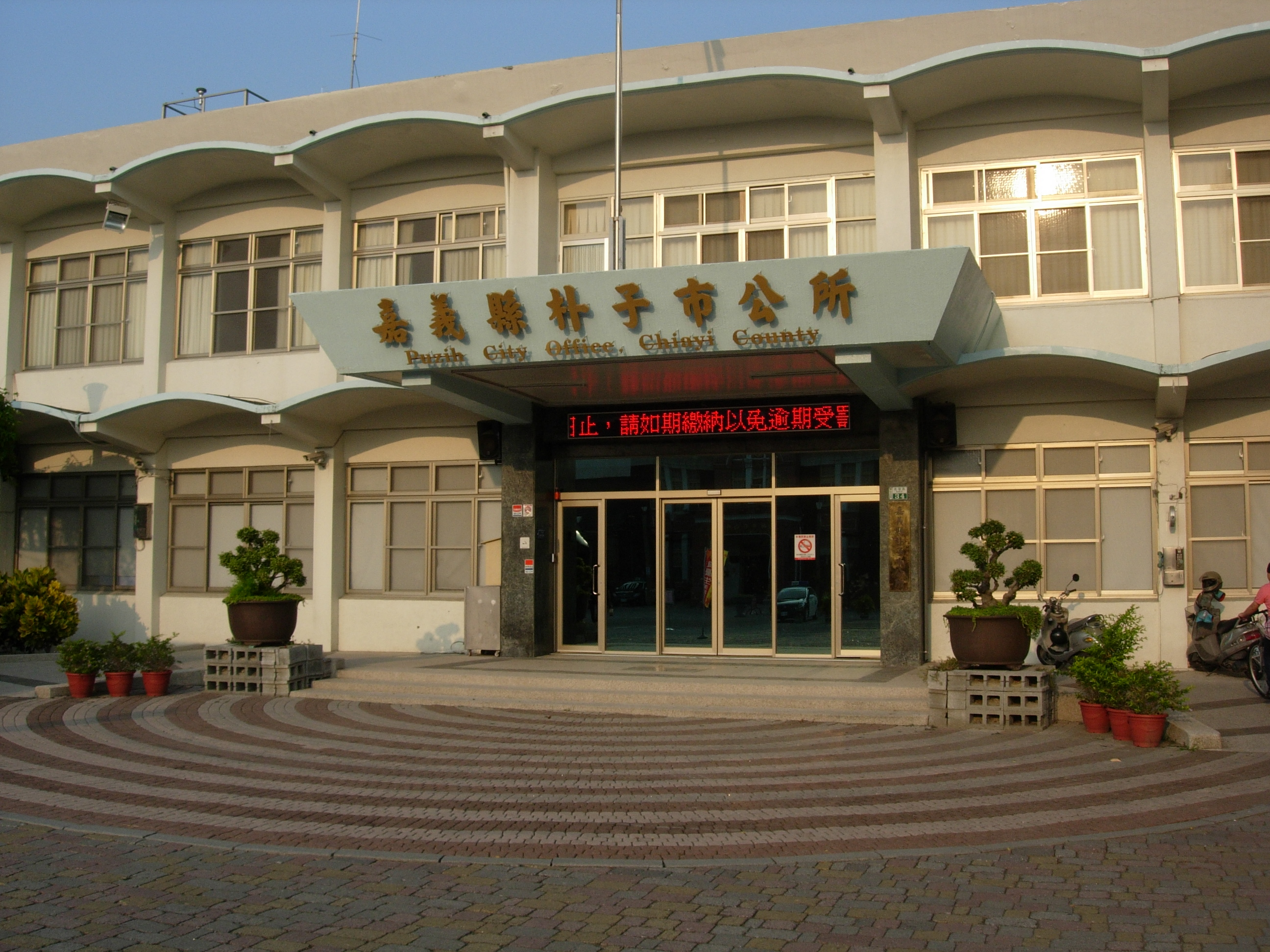
舊朴子市公所，已於2021年拆除

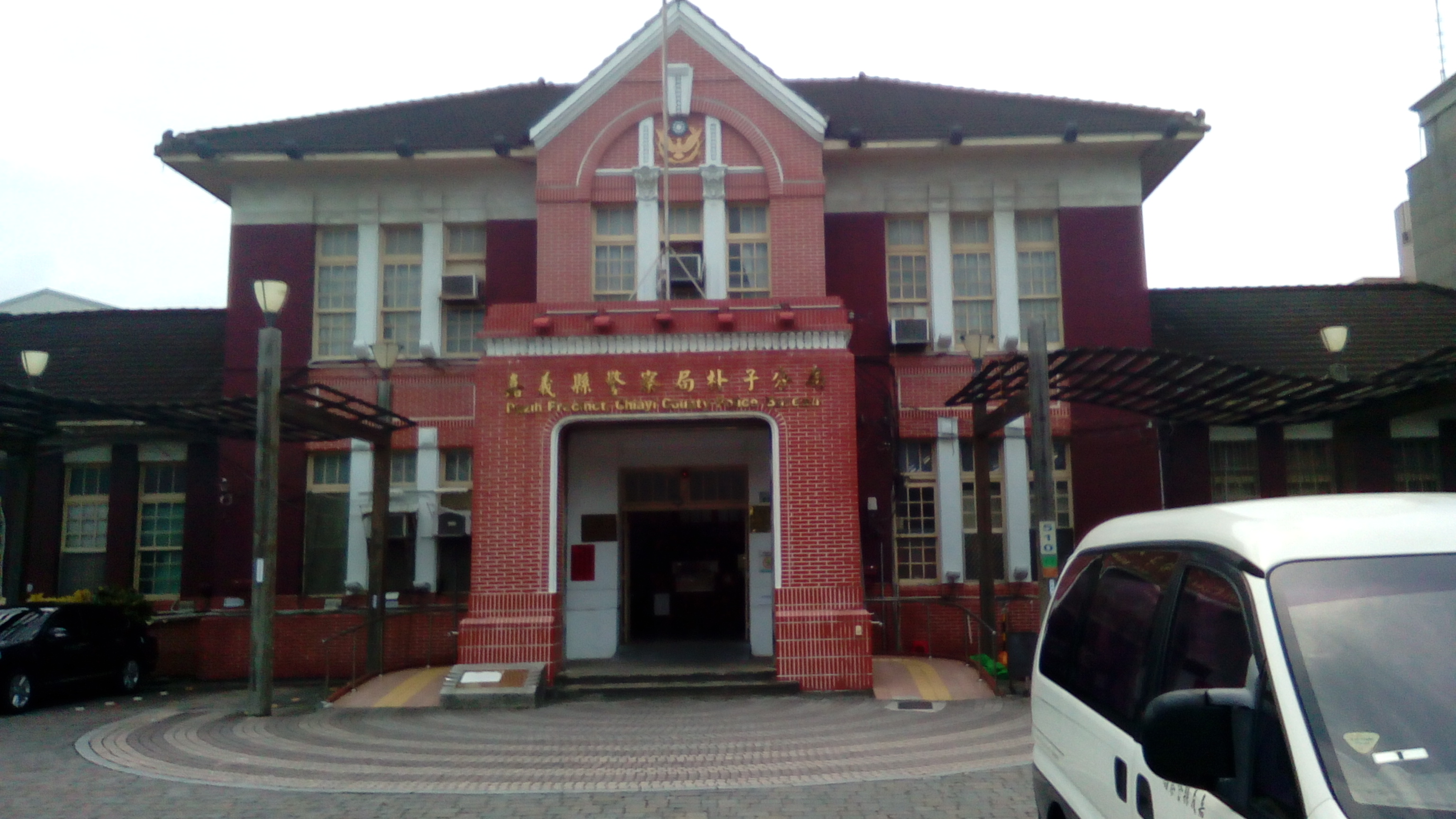
朴子分局（原東石郡役所）

朴子市公所是朴子市最高層級的地方行政機關，在中華民國政府架構中為縣轄市自治的行政機關，同時負責執行縣政府及中央機關委辦事項，朴子市的自治監督機關為嘉義縣政府。市長由全體市民直接選舉產生，任期為四年，可連選連任一次。朴子市公所並置市政會議，為市政最高決策機構，在市長之下，設有5課4室等9個內部單位及4個附屬機關。
朴子市民代表會是朴子市的最高民意機關，代表朴子市全體市民立法和監察市政。市民代表由公民直選選出，任期為四年，可連選連任。朴子市民代表會共有11位市民代表，分別為第一選區5席市民代表、第二選區4席市民代表、第三選區2席市民代表，主席、副主席由11位市民代表互選產生。
臺灣嘉義地方法院是朴子市的第一級司法機關，負責初審的司法案件，並在市內設有朴子簡易庭，為嘉義海線地區小型訴訟的申訴機關。

### 行政區
現今朴子市行政範圍的確立，來自於1962年調整行政區域，將原屬義竹鄉的松華村、梅華村、南竹村等3村劃入朴子鎮:37。1992年7月1日，朴子鎮改制為「朴子市」:115。
朴子市共轄27里，依據朴子市民代表會的選區劃分，可分為三個區域，其行政區域分布情形為：
| 次分區   | 里名   | 里名   | 里名   | 里名   | 里名   | 里名   | 里名   | 里名   | 里名   | 里名   |
| -------- | ------ | ------ | ------ | ------ | ------ | ------ | ------ | ------ | ------ | ------ |
| 第一選區 | 安福里 | 內厝里 | 平和里 | 開元里 | 順天   | 博厚里 | 文化里 | 中正里 | 竹圍里 | 永和里 |
| 第二選區 | 溪里   | 溪口   | 仁和里 | 德興里 | 大鄉里 | 大葛里 | 佳禾里 | 新寮里 |        |        |
| 第三選區 | 竹村里 | 崁前里 | 順安里 | 崁後里 | 德家   | 新     | 梅華里 | 松華里 | 南竹里 |        |

## 經濟
朴子市的產業結構上，一級產業人口最多，三級產業居中，二級產業墊底。

### 工業
- 朴子工業區

## 文化

### 宗教
- 台灣基督長老教會朴子教會:創立於1899年，歷史參見朴子教會維基百科https://zh.wikipedia.org/zh-tw/%E6%9C%B4%E5%AD%90%E6%95%99%E6%9C%83
- 朴子配天宮:台灣嘉義縣現存著名且淵源古老的媽祖廟之一。
- 朴子鎮安宮：創建於清道光年間，奉祀林府九千歲、魏蕭雷三府千歲及同祀五年千歲。
- 龍樹亭：創立於1662年，奉尊觀世音菩薩並合祀太子爺。
- 寶龍宮：創立於1821年，奉祀主神為吳府千歲，係分靈於南鯤鯓代天府。
- 新福宮：創立於1840年，主祀五府千歲。
- 保安宮：創立於1856年，主祀王爺公。
- 山西宮：創立於1902年，主祀關聖帝君。
- 大槺榔鎮安宮：創立於1902年，主祀金府千歲，發祥於褒忠馬鳴山鎮安宮。
- 大槺榔無極應天宮：主祀南極太子祖師。
- 永安宮：創立於1946年，主祀邢府千歲。
- 聖善寺：前身名為「妙德寺」。[25]
- 財團法人臺灣省嘉義縣朴子高明寺[26]
- 靜修精舍[27]

### 文化資產
- 朴子配天宮（縣定古蹟）
- 東石郡役所（縣定古蹟，今朴子警分局）
- 朴子水道配水塔（縣定古蹟）
- 日新醫院（縣定古蹟）
- 牛挑灣吳杯初濟生病院（歷史建築）
- 朴子國小舊禮堂（歷史建築）
- 原牛挑灣公學校校長宿舍（歷史建築）
- 朴子原東石神社（歷史建築）

### 體育
- 嘉義縣立體育館

## 教育
1898年9月8日設立嘉義國語傳習所樸仔腳分教場，同年10月1日改為樸仔腳公學校，朴子新式教育之始。
1972年9月，鎮內兩所國中協議實施男女分校，東石國中限收男生，朴子國中專收女生，至今兩校招收學生的性別比仍然可見痕跡。
1979年朴子國小少棒隊奪得全國少棒冠軍、遠東區少棒冠軍及世界少棒大賽冠軍。

### 大專院校
| # | 學校名稱               | 學校地址             |
| 1 | 稻江科技暨管理學院     | 朴子市學府路二段51號 |
| 2 | 長庚科技大學(嘉義校區) | 朴子市嘉朴路西段2號  |

### 高級中等學校
| # | 學校名稱                 | 學校類型 | 學校地址                |
| 1 | 國立東石高級中學         | 普通型   | 朴子市大鄉里大槺榔253號 |
| 2 | 私立弘德高級工商職業學校 | 技術型   | 朴子市崁後里54之2號     |
| 1 | 國立嘉科實驗高級中等學校 |          | 朴子市學府路二段51號    |

### 國民中學
| # | 學校名稱             | 學校地址          | 備註 |
| 1 | 嘉義縣立朴子國民中學 | 朴子市大同路245號 | 女校 |
| 2 | 嘉義縣立東石國民中學 | 朴子市山通路6號   | 男校 |

### 國民小學
| 學校名稱                 | 所在地   | 學區                                   |
| 嘉義縣朴子市朴子國民小學 | 市區東   |                                        |
| 嘉義縣朴子市松梅國民小學 | 牛挑灣   | 松華里、梅華里、南竹里                 |
| 嘉義縣朴子市大同國民小學 | 市區西   |                                        |
| 嘉義縣朴子市竹村國民小學 | 鴨母寮   | 竹村里、崁前里、崁後里、順安里、新、德家 |
| 嘉義縣朴子市雙溪國民小學 | 雙溪口   |                                        |
| 嘉義縣朴子市大鄉國民小學 | 大槺榔   | 大鄉里、大葛里、佳禾里                 |
| 嘉義縣朴子市祥和國民小學 | 祥和新村 |                                        |

## 醫院

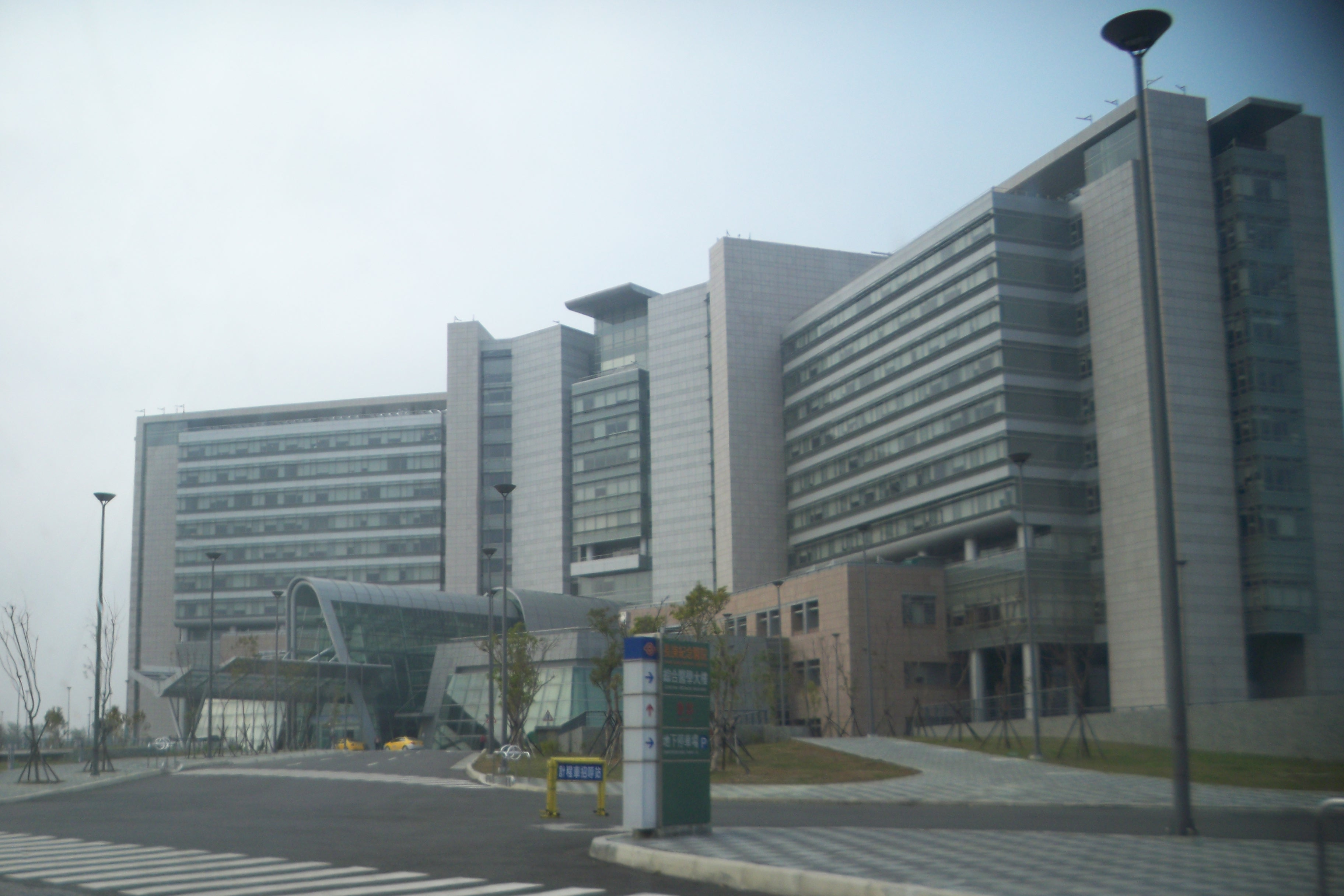
嘉義長庚紀念醫院

1985年4月7日，省立朴子醫院開業（今衛福部朴子醫院）。
2001年1月16日長庚醫院嘉義院區開業。
- 嘉義長庚紀念醫院
- 衛生福利部朴子醫院 （页面存档备份，存于）

## 交通

### 鐵路
1999年3月6日蒜頭糖廠運蔗鐵道朴子線停止營運，並陸續拆除鐵軌。

### 嘉義BRT
嘉義公車捷運（嘉義BRT）為朴子市最主要的聯外交通方式，於朴子市境內設有多個站點，可快速連通嘉義市、嘉義車站、嘉義交流道、高鐵嘉義站、太保市等地

嘉义公车捷运路网图

- 縣政府站：位於朴子市與太保市的交界
- 長庚醫院站
- 長庚醫院新站
- 大槺榔站
- 東石國中站（往嘉義縣立體育館方面單邊設站）
- 東石高中站（往嘉義公園方面單邊設站）
- 朴子轉運站

### 公車資訊
- 嘉義縣公車處
  - 105 嘉義交流道－溪厝村
  - 166 高鐵嘉義站－鹽水
  - 7303 嘉義－雙溪口－長庚紀念醫院
  - 7320 嘉義－新埤－雙溪口
  - 7324 嘉義－水上－朴子
  - 7326 嘉義－雙溪口－朴子
  - 7327 嘉義－朴子－布袋
- 統聯客運
  - 1638 臺北－朴子－東石 (2025年6月20日起恢復為直達車模式)
  - 1639 臺北－布袋 (2025年6月20日起恢復為直達車模式)
- 嘉義客運
  - 7205 嘉義－太保－朴子
  - 7206 嘉義－塭港
  - 7209 嘉義－朴子－布袋
  - 7211 朴子轉運站－嘉義公園
  - 7213 嘉義－牛挑灣－樹林頭
  - 7225 朴子－海埔地
  - 7227 朴子－網寮
  - 7228 朴子－副瀨－港墘厝
  - 7231 北港－六腳－朴子
  - 7233 朴子－塭港
  - 7234 朴子－過溝－布袋
- 大台南公車（新營客運）
  - 棕4 新營－鹽水－朴子轉運站
- 台一大車隊
  - 幸福朴子1路 朴子轉運站－樹林頭
  - 幸福朴子2路 朴子轉運站－朴子轉運站
  - 幸福東石1路 朴子轉運站－東石漁人碼頭
  - 幸福東石1路支線 朴子轉運站－副瀨
  - 幸福東石2路 朴子轉運站－四股

### 公路
- 台82線（東西向快速公路 東石嘉義線）
  - 10 朴子朴子交流道
- 台19線：六腳鄉－朴子市－義竹鄉
- 縣道157號：六腳朴子界 -朴子公園（與縣道168號共線起點）－朴子市－布袋鎮過溝
- 縣道161號：0k應菜埔（縣道168號岔路）－崁後－龜仔港－朴子布袋界
- 縣道167號：0k朴子（縣道168號岔路）－大槺榔－苦瓜寮－朴子鹿草界
- 縣道168號：東石鄉－朴子市－太保市
- 縣道170號：布袋鎮－朴子市－鹿草鄉

※縣道157號連結朴子和六腳的蒜頭大橋改建工程，已於2021年2月6日完工通車。

### 公共自行車
嘉義縣公共自行車租賃系統是嘉義縣政府推動的自行車租賃系統，2023年開始規劃建置，由微笑單車股份有限公司得標，2024年7月3日開始試營運，朴子市已於2024年7月3日啟用「YouBike公共自行車系統」。資料截至2024年12月5日，YouBike 2.0系統已在朴子市設有27個租賃站點，可甲地借車、乙地還車 ，提供民眾租借使用。

## 旅遊

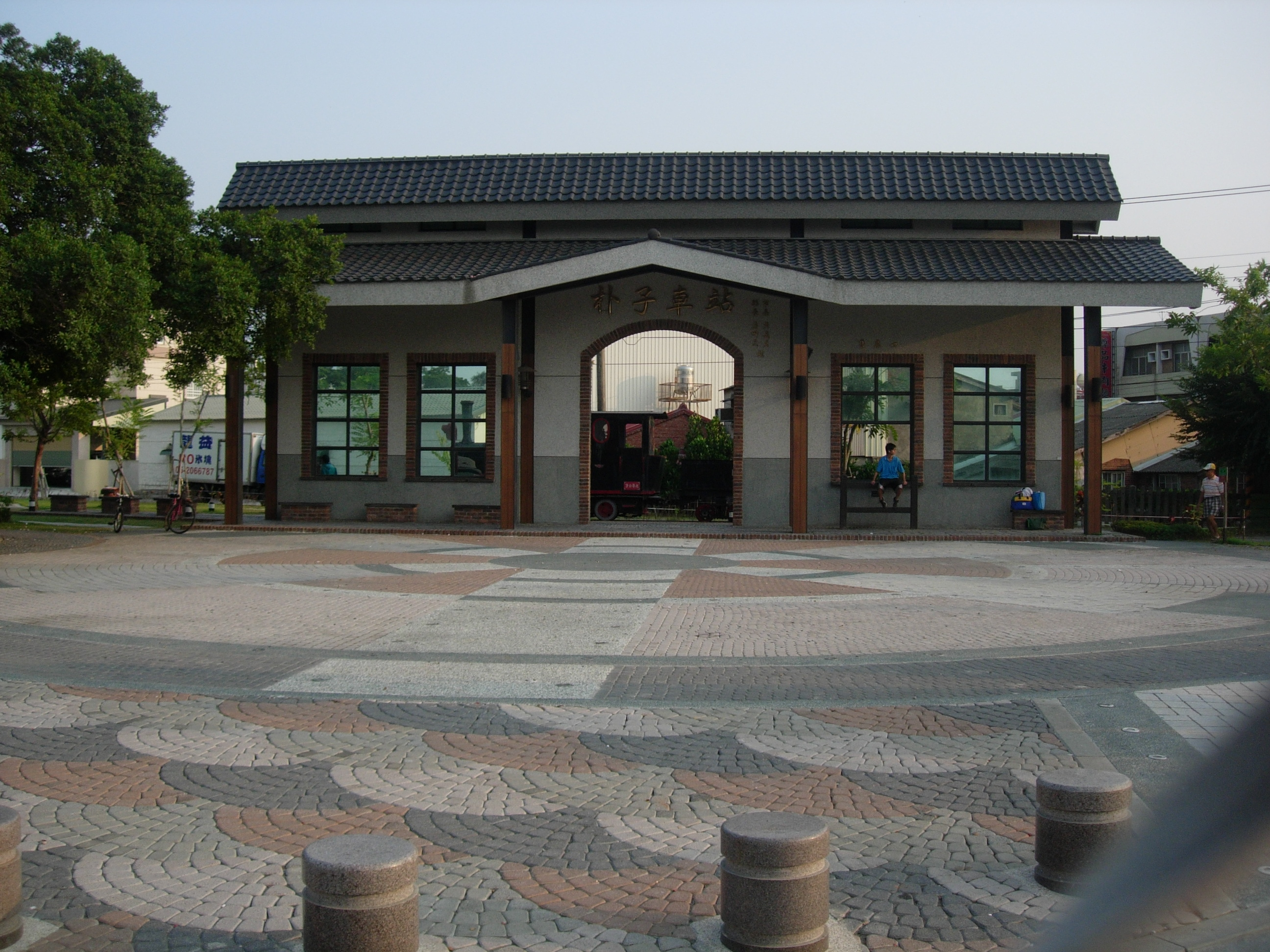
朴子火車頭公園

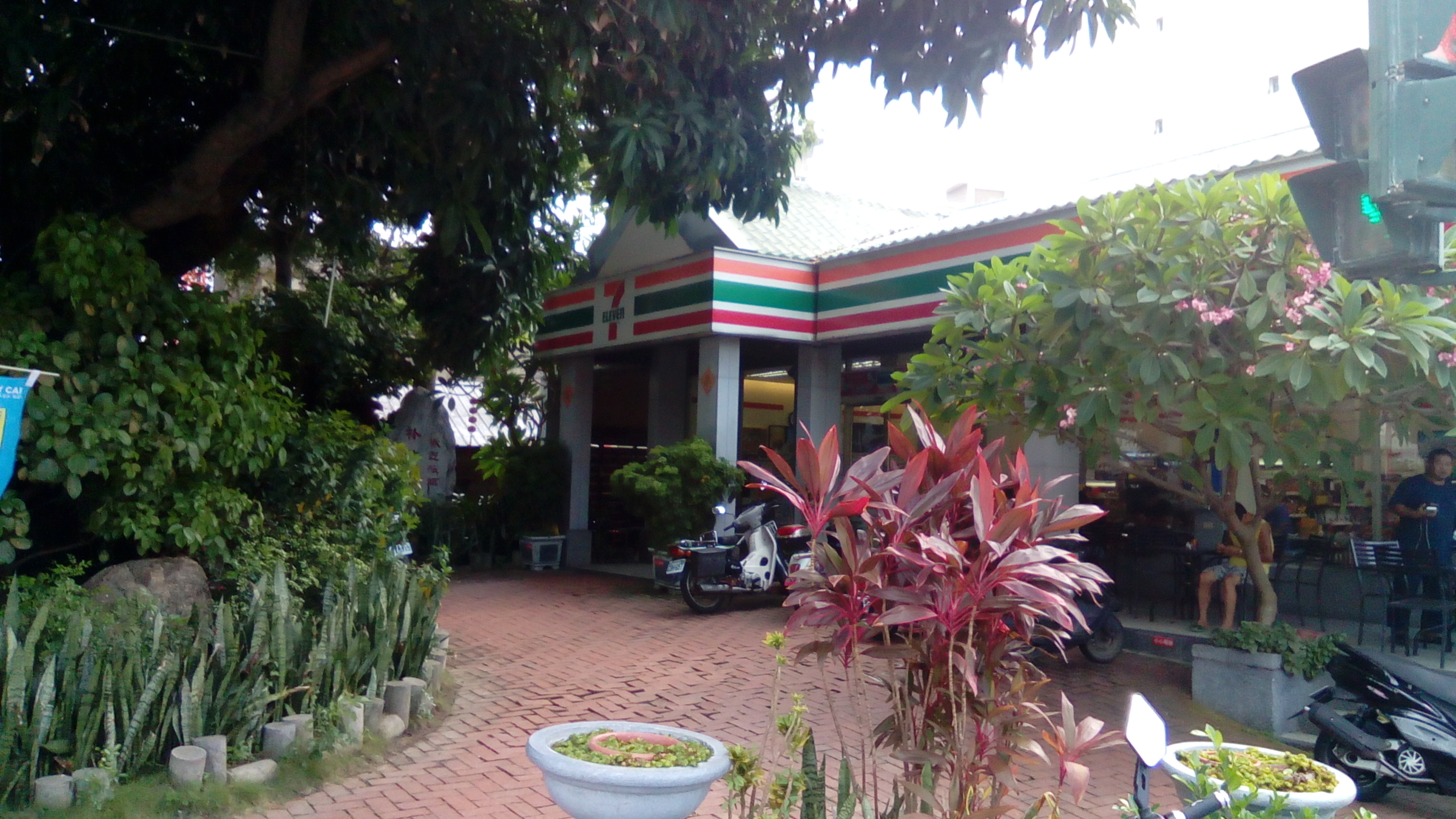
具有庭園風格的7-11「朴站門市」

- 朴子清木外科咖啡屋
- 1935玉勝巷自家烘焙咖啡
- 朴子夜市（體育館夜市）
- 朴子鎮安宮
- 朴子鐵支路公園
- 朴子藝術公園（前身為日本神社）
- 速食麵之父故居（安藤百福故居）
- 朴子火車頭公園
- 嘉義縣立梅嶺美術館
- 朴子溪生態步道
- 牛挑灣埤
- 朴子刺繡文化館
- 下寮石碼宮（劉侯同宗為祖籍晉江）
- 石車堂
- 蒜頭大橋（157縣道）
- 水道頭文創聚落

## 外部連結
- 朴子市公所 （页面存档备份，存于）